# Pozos de Gamboa
Pozos de Gamboa är en ort i Mexiko.   Den ligger i kommunen Pánuco och delstaten Zacatecas, i den centrala delen av landet, 500 km nordväst om huvudstaden Mexico City. Pozos de Gamboa ligger 2 263 meter över havet och antalet invånare är 4 178.
Terrängen runt Pozos de Gamboa är lite kuperad. Runt Pozos de Gamboa är det ganska glesbefolkat, med 25 invånare per kvadratkilometer. Närmaste större samhälle är Víctor Rosales, 13,5 km väster om Pozos de Gamboa. Trakten runt Pozos de Gamboa består till största delen av jordbruksmark.